# Kim Sungyeon
Kim Sungyeon (n. 23 februarie 1979) este o sportivă ce a reprezentat Coreea de Sud, medaliată olimpică. A participat la o ediție a Jocurilor Olimpice (2000) în care a câștigat o medalie de bronz.

## Participări
Lista de mai jos prezintă principalele competiții la care a participat Kim Sungyeon de-a lungul carierei.
- judo at the 2000 Summer Olympics – women's +78 kg[*]